# Zéguédéguin (département)
Pour les articles homonymes, voir Zéguédéguin.
Pour le village chef-lieu, voir Zéguédéguin (Zéguédéguin).
Zéguédéguin est un département et une commune rurale de la province du Namentenga, situé dans la région du Centre-Nord au Burkina Faso.

## Villages
Le département et la commune rurale est administrativement composée de quatorze villages, dont le village chef-lieu (données de population consolidées issues du recensement de 2006) :
- Badinogo (650 habitants)
- Boumtenga (735 habitants)
- Dassambimba (1 624 habitants)
- Dosborgo (869 habitants)
- Kogonéré (2 100 habitants)
- Lankiandé (1 477 habitants)
- Lillougou (5 439 habitants)
- Louda-Peulh (187 habitants)
- Nitenga (1 185 habitants en tout, 1 435 habitants sans Lagobilin)
  - Lagobilin (250 habitants), rattaché à Nitenga
- Nomikidou (1 096 habitants)
- Ouabédi (908 habitants)
- Pissi (688 habitants)
- Zéguédéguin-Mossi (4 220 habitants en tout, 1 114 habitants sans le chef-lieu)
  - Zéguédéguin (3 106 habitants), chef-lieu, rattaché à Zéguédéguin-Mossi
- Zéguédéguin-Peulh (476 habitants)

## Administration
| Période                                  | Période  | Identité | Étiquette | Qualité |
| ---------------------------------------- | -------- | -------- | --------- | ------- |
|                                          | en cours |          |           |         |
| Les données manquantes sont à compléter. |          |          |           |         |

## Santé et éducation
Le département accueille deux centres de soins et de promotion sociale (CSPS) à Zéguédéguin et Lillougou tandis que le centre médical (CM) le plus proche est à Tougouri et le centre médical avec antenne chirurgicale (CMA) de la province est celui de Boulsa.